# Raoul Dufy
Raoul Dufy, född 3 juni 1877 i Le Havre, död 23 mars 1953 i Forcalquier, var en fransk målare.

## Biografi
Raoul Dufy växte upp i Le Havre, där han lärde känna Georges Braque och Othon Friesz. Han studerade vid École des Beaux-Arts i Paris. Under inflytande av Henri Matisse gjorde han omkring 1905 fauvistiska målningar med ytor i starka färger och en ojämn svart kontur, till exempel La Plage de Ste-Adresse (1904). Dufy är representerad vid bland annat Göteborgs konstmuseum och Skissernas museum i Lund..
Kubismen och inflytandet från Cézanne framkallade monumentala former som i Les Trois Baigneuses (1919). Efter 1920 kan man se målningar av hästkapplöpningsbanor, regattor och kasinon. Han gjorde även märkliga textilier, som vävnader i rena toner.
Dufy tillhörde gruppen Les Fauves. Han arbetade med oljemålningar, akvareller, träsnitt och litografier.
På det statliga museet i Saarbrücken beslagtog de tyska myndigheterna 1937 ett grafiskt blad av Dufy, klassificerat som entartete Kunst. Det hette Seeschlacht / Sjöslag. I augusti 1938 bedömdes det som "internationellt användbart" av konstkännare och förvarades i Schloss Schönhausens lagerdepå. Men noterades någon gång därefter som zerstört [förstört] i protokoll från den tiden.

## Galleri

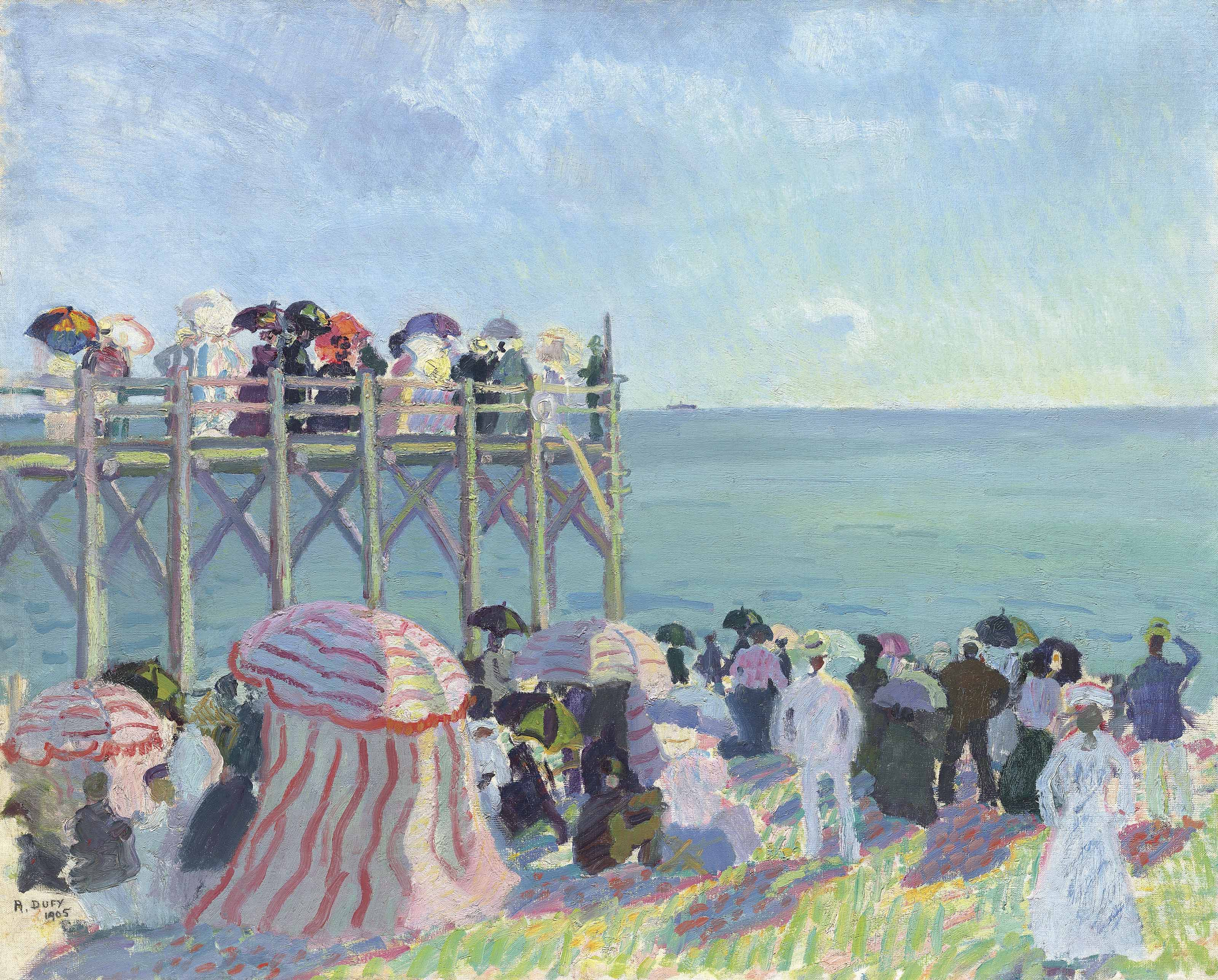
La plage et l’estacade de Trouville (1905), olja på duk, 64.8 x 80.9 cm.
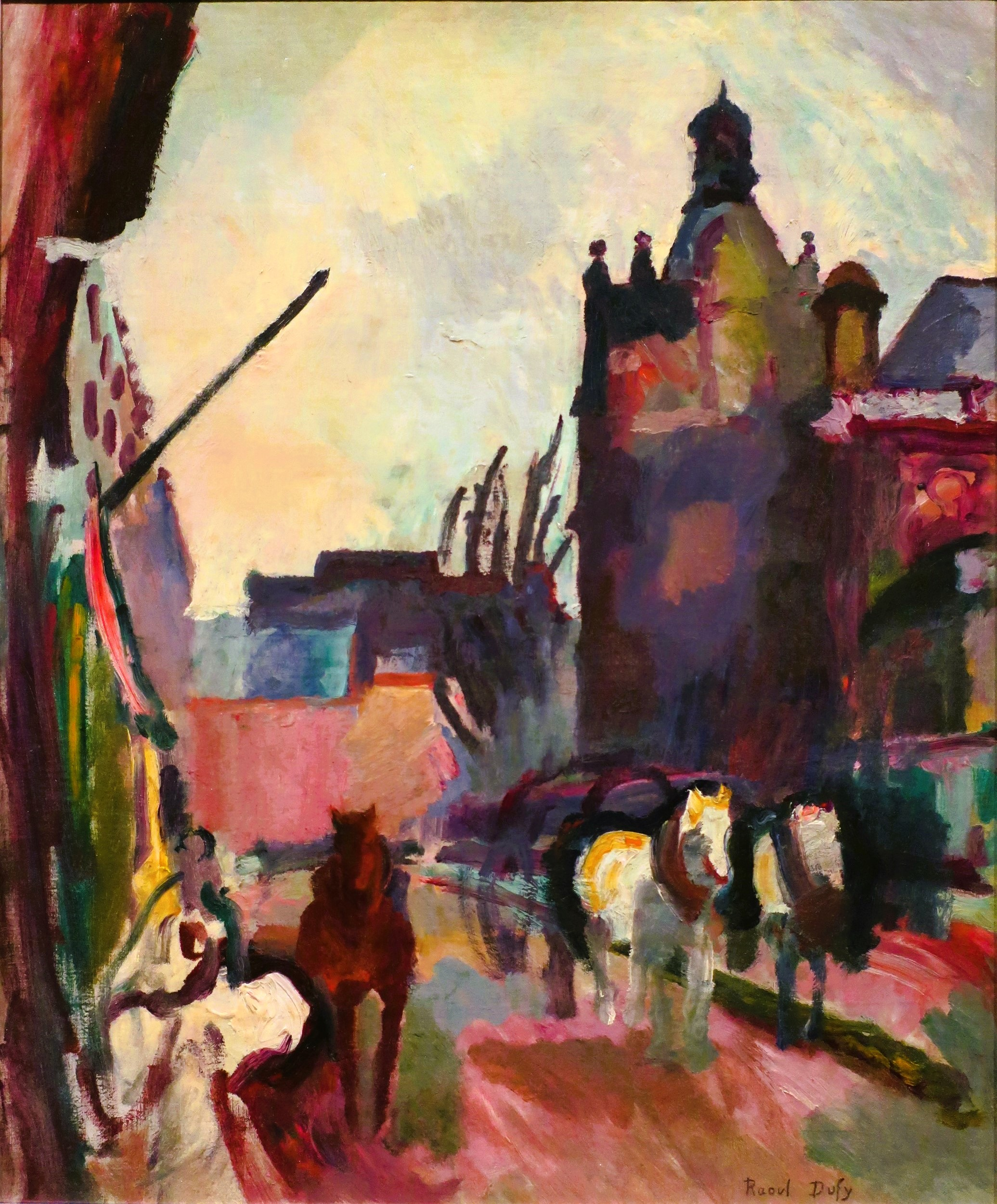
Calèche, rue de Falaise (1905-1906), olja på duk. Osthaus Museum i Hagen.
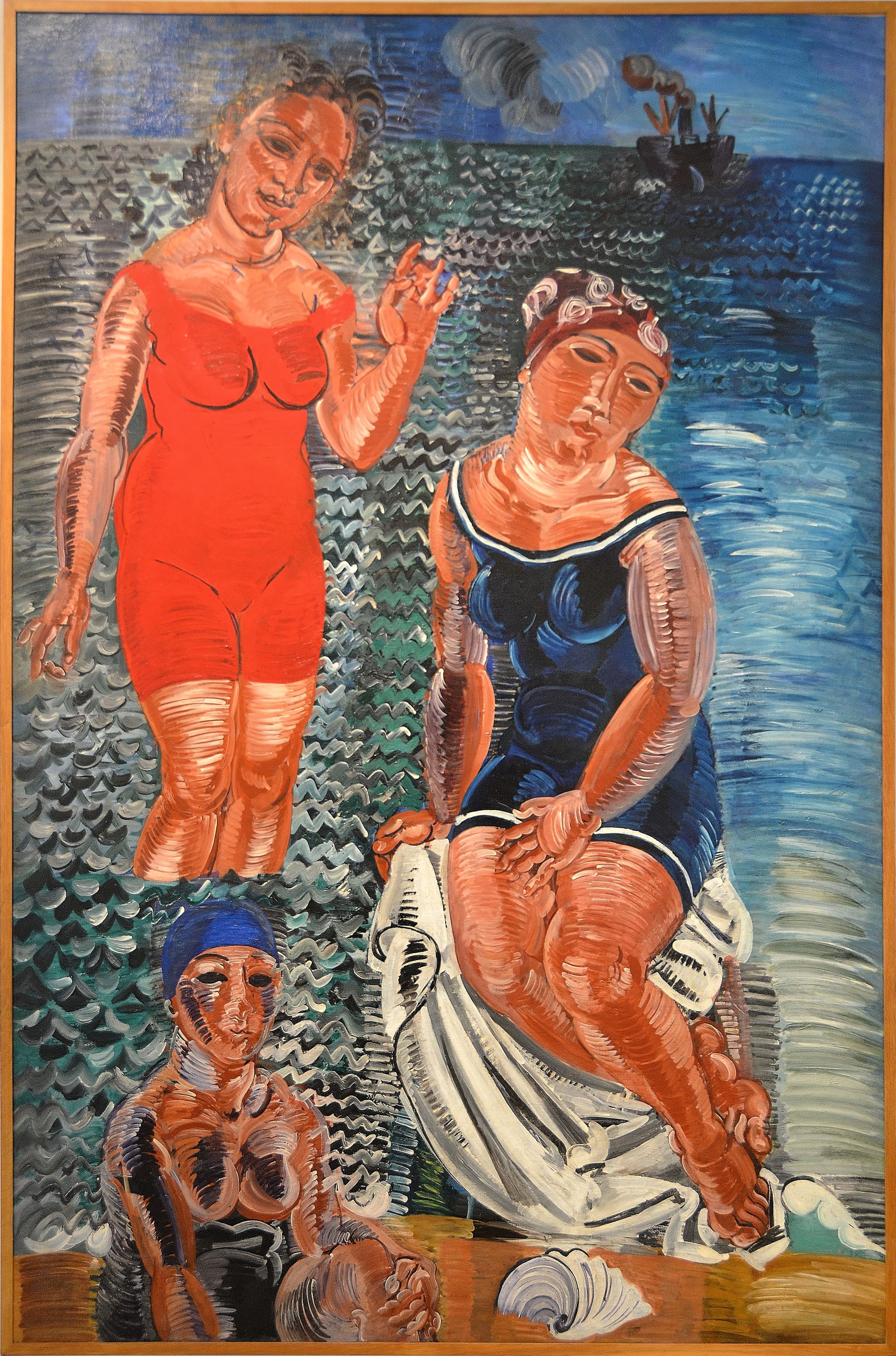
Les Trois baigneuses (1919). Musée des beaux-arts i Nancy.
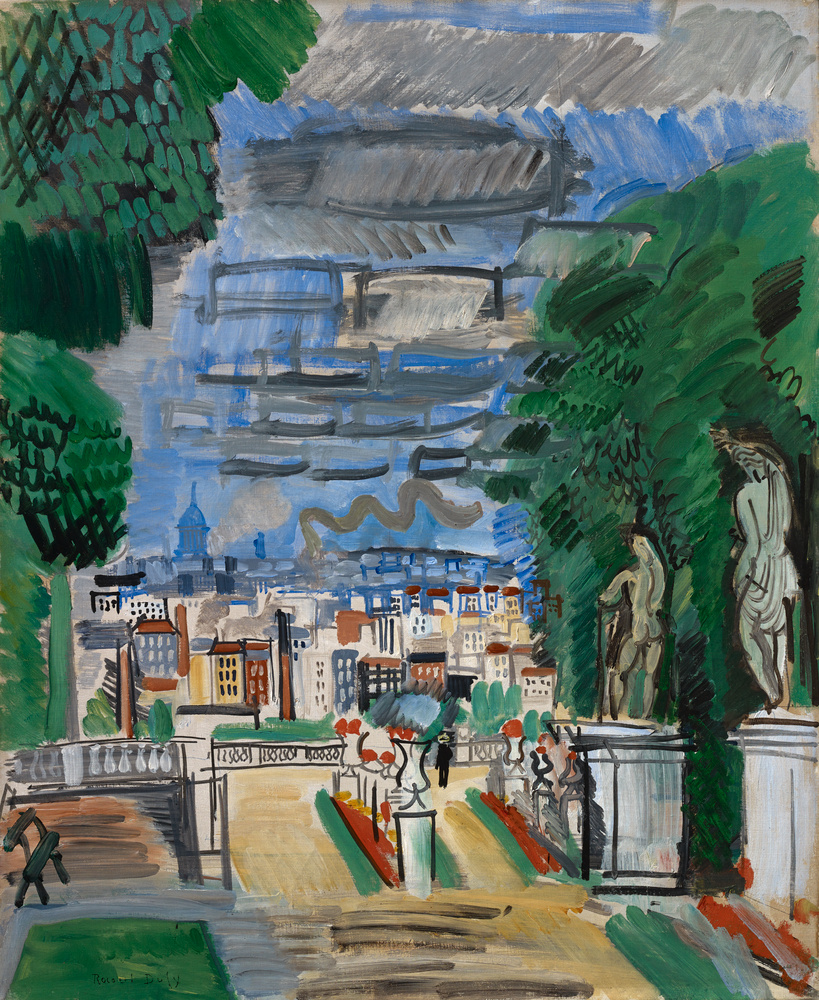
Le Parc de Saint-Cloud (1919), olja på duk, 73,4 x 60 cm. Musée de Grenoble.
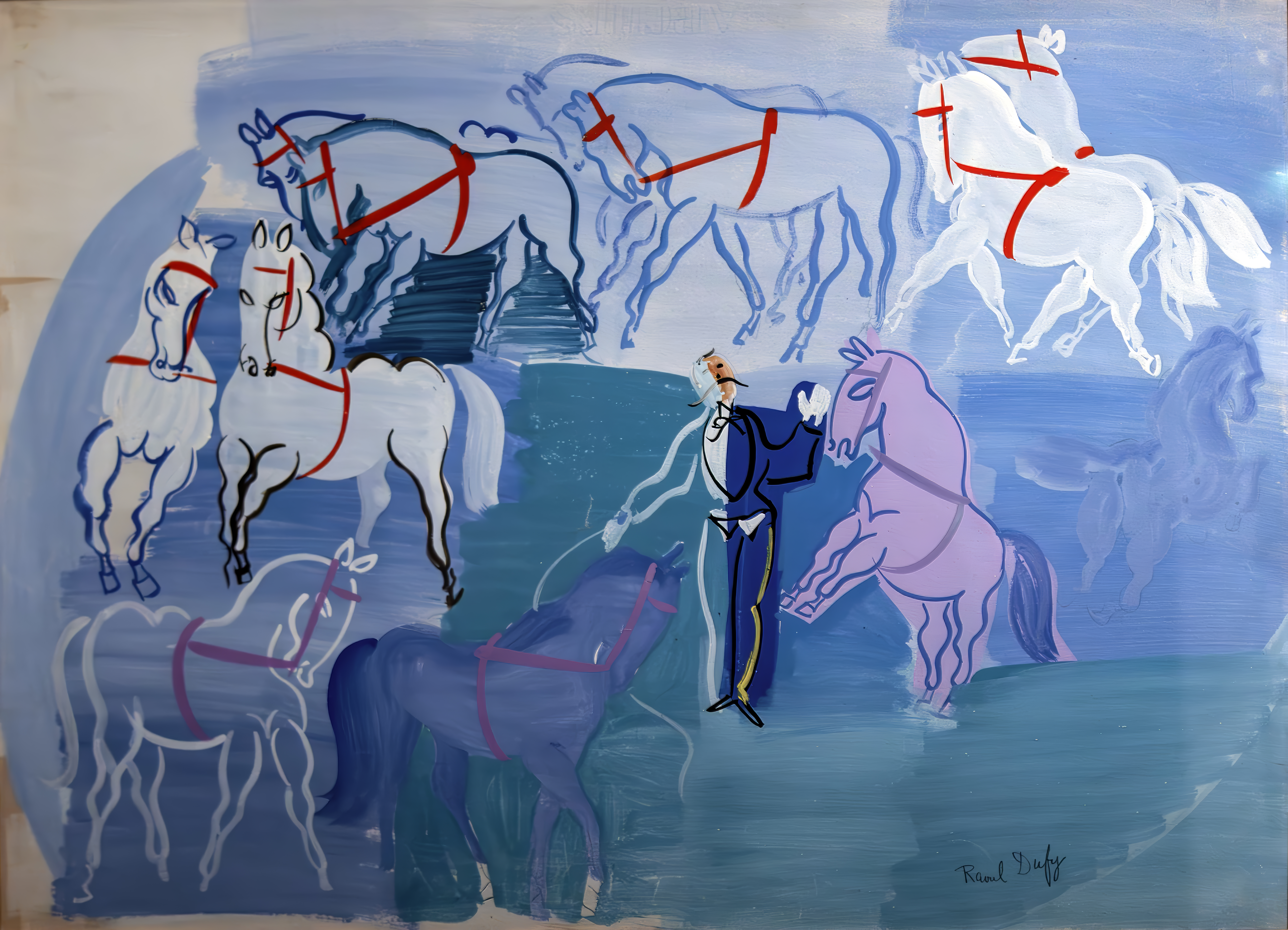
Chevaux de cirque (1924), akvarell, 53 x 72 cm. Fondation Bemberg i Toulouse.